# Penguily
Penguily (bretonisch: Pengili) ist eine französische Gemeinde mit 608 Einwohnern (Stand: 1. Januar 2022) im Département Côtes-d’Armor in der Region Bretagne. Die Bewohner werden Penguilais und Penguilaises genannt.

## Geographie
Umgeben wird Penguily von der Gemeinde La Malhoure im Norden, von Plénée-Jugon im Osten, von Collinée im Süden und von Moncontour und Hénon im Westen. An der südlichen Gemeindegrenze verläuft das Flüsschen Quiloury.

## Bevölkerungsentwicklung
| 1962 | 1968 | 1975 | 1982 | 1990 | 1999 | 2008 | 2012 | 2020 |
| 316  | 371  | 352  | 334  | 363  | 423  | 583  | 625  | 606  |

## Sehenswürdigkeiten

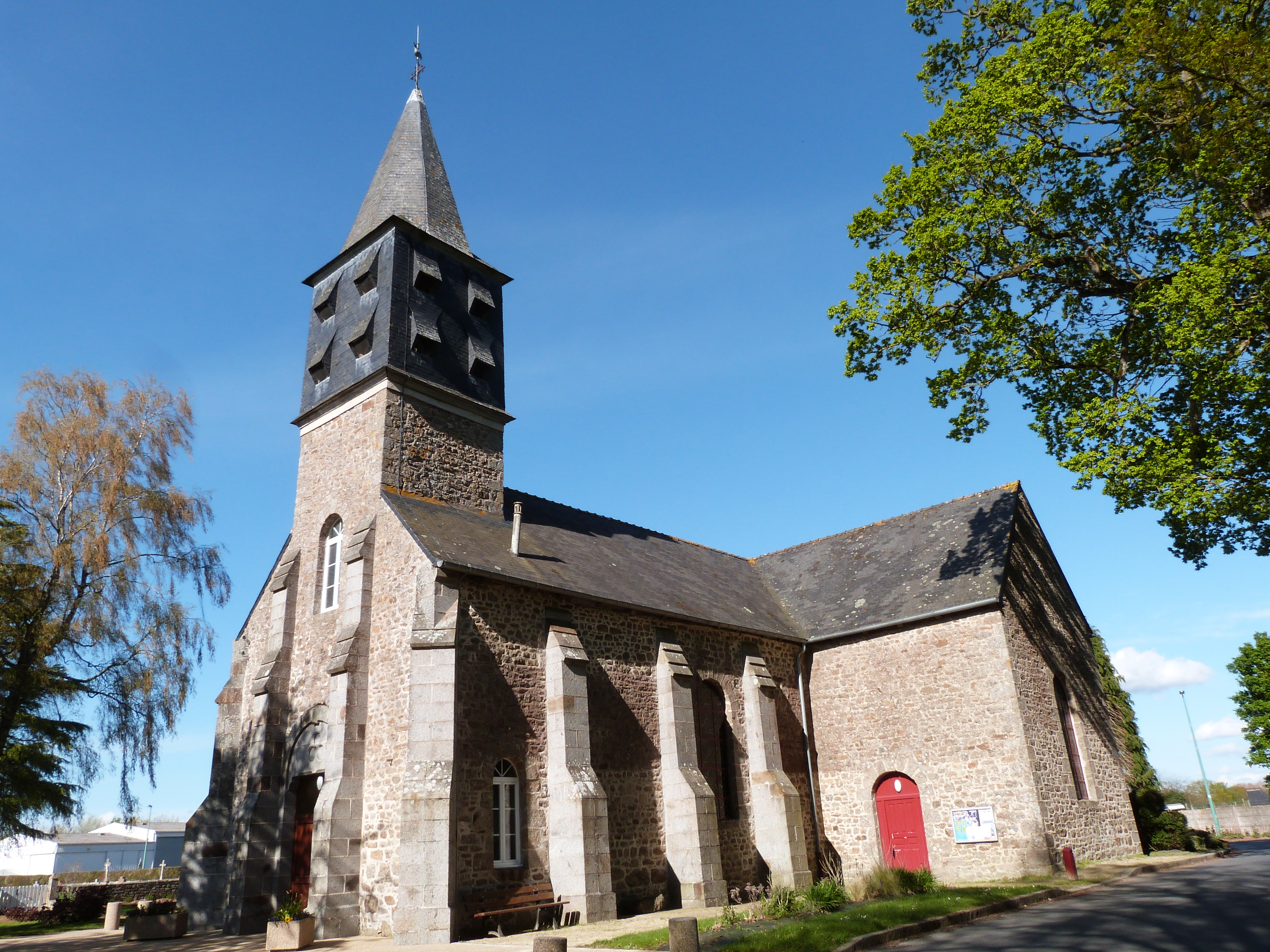
Kirche Saint Théophile
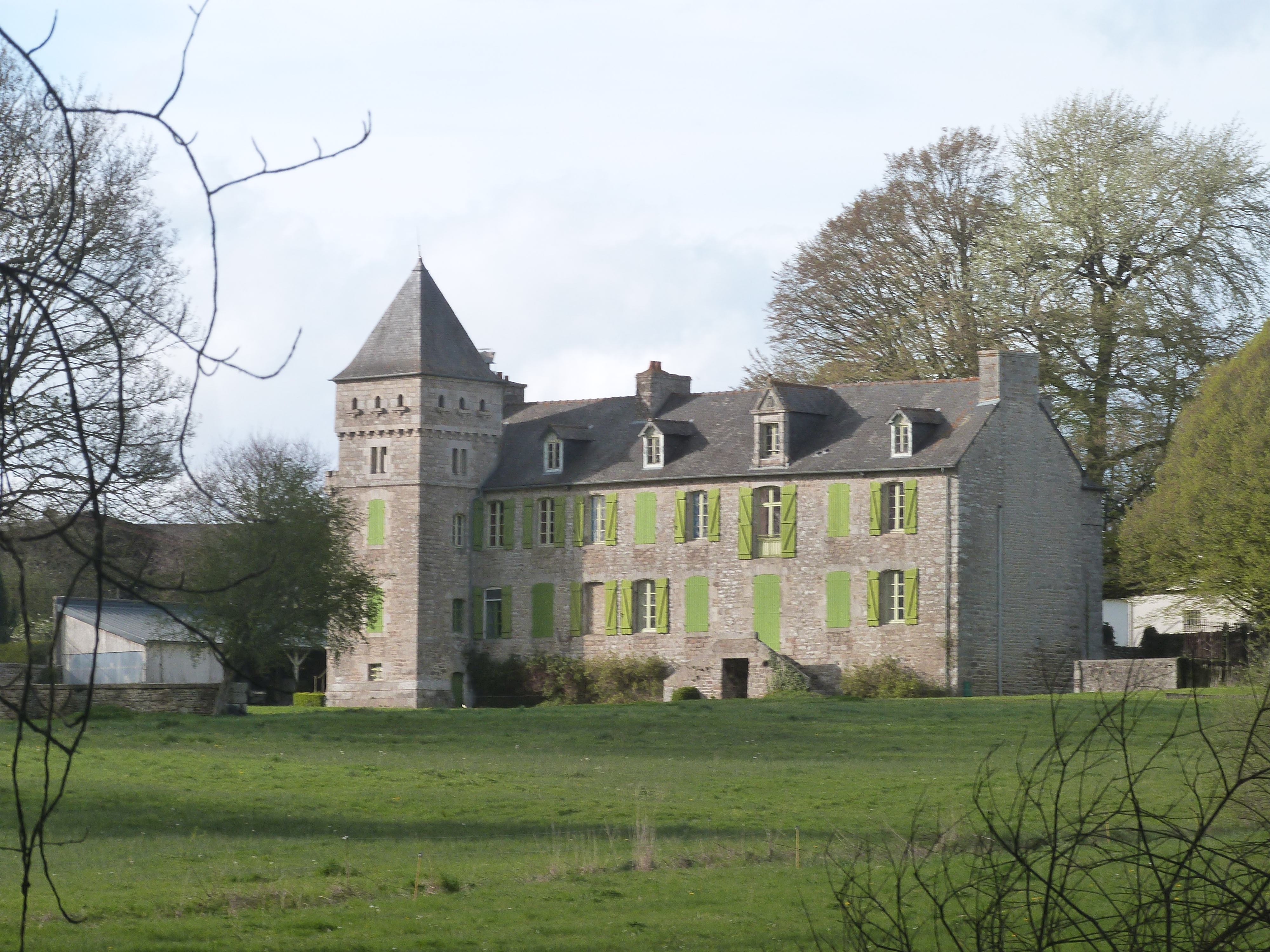
Schloss La Sauldraye

- Kirche Saint Théophile
- Schloss La Sauldraye